# جيانغ منغلين
جيانغ منغلين (بالصينية المبسطة: 蒋梦麟؛ بالصينية التقليدية: 蔣夢麟؛ 20 يناير 1886 - 19 يونيو 1964) والمعروف أيضًا باسم شيانغ مون لين، مُعلم وكاتب وسياسي صيني. كان منخرطًا في قضية التعليم لسنوات عديدة وقدّم مساهمة كبيرة في تطوير التعليم الصيني الحديث بالإضافة إلى أبحاث نظرية التعليم.
شغل أيضًا منصب رئيس جامعة بكين بين عامي 1919 و1927، أصبح فيما بعد رئيسًا لجامعة تشيكيانغ الوطنية. في أوائل الخمسينيات من القرن العشرين كان رئيسًا للجنة المشتركة لإعادة الإعمار الريفي في تايوان.
في أطروحته للدكتوراه " دراسة في مبادئ التعليم الصينية" ، استخدم الأساليب الحديثة لتحليل هذه المبادئ التعليمية عبر التاريخ الصيني وقارنها بنفس الحالات في الثقافة الغربية. تشمل أعمال جيانغ الرئيسية الاتجاه الغربي (سيرته الذاتية الإنجليزية والتي تُرجمت إلى الصينية لاحقًا)، وكتابات في التعلم والتبادلات الثقافية وتطور الأفكار والاتجاه الجديد ، تشمل أوراقه الرئيسية دراسة في مبادئ التعليم الصينية (أطروحة دكتوراه)، والبحث الأكاديمي العالي هو أساس التعليم ، والفكر والتعليم في العصر الانتقالي ، والعلاقة بين القيمة الفردية والتعليم، والتركيز على التعليم في الصين بعد الحرب العالمية الثانية، والمواقف المتغيرة للحياة، السلام والتعليم.

## نشأته ومسيرته العلمية
وُلد في يي ياو بمقاطعة تشجيانغ. بدأ حياته التعليمية في السادسة من عمرهفي مدرسة خاصة على الطراز القديم، التحق في الثانية عشرة من عمره بمدرسة شاوشينغ الصينية والغربية. انتقل إلى شنغهاي مع عائلته عام 1899، ودخل مدرسة كاثوليكية لتعلم اللغة الإنجليزية. وبسبب ثورة الملاكمين أثناء الفترة الأخيرة من حكم سلالة تشينغ، عادت العائلة بأكملها إلى يي ياو عام 1900. تعلم جيانغ اللغة الإنجليزية والحساب في مدرسة وسط المدينة. في عام 1901، ذهب إلى مدرسة كنيسة في هانغتشو واستمر في تعلم اللغة الإنجليزية، ولكن في وقت لاحق ترك جميع الطلاب هذه المدرسة بسبب إضرابات الطلاب. ثم التحق بمدرسة تشجيانغ الإقليمية العليا (المعروفة سابقًا باسم كلية تشيوشي) وغير اسمه إلى منغلين عام 1902. عاد إلى شاوشينغ في 1903 وشارك في اختبار على مستوى المقاطعة وتم قبوله في مدرسة مقاطعة يي ياو واستمر في مسيرته التعليمية. التحق بمدرسة شنغهاي نانيانغ العامة في عام 1904. بعد أربع أعوام ذهب إلى الولايات المتحدة عام 1908، ودرس في كلية الزراعة بجامعة كاليفورنيا على نفقته الخاصة، لاحقًا انتقل إلى كلية العلوم الاجتماعية وتخصص في التعليم؛ في نفس الوقت، كتب لصحيفة داتونغ ديلي الناطقة باسم الثورة. تخرج من جامعة كاليفورنيا بدرجة البكالوريوس عام 1912، لم يمض وقت طويل قبل أن يدخل معهد جامعة كولومبيا في نيويورك. درس علم التعليم هناك، حصل على درجة الدكتوراه عام 1917 . في العام نفسه عاد إلى وطنه وعمل محررًا في صحيفة في شنغهاي وشغل في الوقت نفسه منصب مدير لجنة التعليم في مقاطعة جيانغسو. في عام 1918 استقال من الصحيفة وسرعان ما أسس مجلة New Education الشهرية بعد حركة الرابع من مايو عام 1919، ترأس الشؤون الإدارية لجامعة بكين نيابة عن كاي يوانبي. في نفس العام استأنف كاي يوانبي منصبه وتم تعيين جيانغ منغلين أستاذًا بكلية التربية ومديرًا مسؤولاً عن الشؤون العامة. تم تعيينه أمينًا لجامعة الجنوب الشرقي الوطنية ونائبًا لرئيس جمعية العلماء الغربيين العائدين في عام 1921. ثم شغل منصب رئيس جامعة بكين بالنيابة عام 1923، تولى جيانغ منغلين منصب مدير إدارة التعليم بمقاطعة تشجيانغ عام 1927، وسرعان ما تم تعيينه رئيسًا لجامعة تشونغشان الثالثة، والتي أعيدت تسميتها بجامعة تشجيانغ في العام التالي. تم تعيينه رئيسًا لمجلس الجامعة عام 1928، لم يمض وقت طويل قبل أن تغير الحكومة الوطنية مجلس الجامعة إلى وزارة التربية والتعليم؛ عمل جيانغ منغلين بعد ذلك وزيرًا للتعليم ورئيسًا لجامعة تشجيانغ في نفس الوقت. انتُخب نائبًا لرئيس "مجلس إدارة مؤسسة التعليم والثقافة في الصين" عام 1929. استقال من منصب وزير التعليم عام 1930، ولكن تم ترشيحه رئيسًا لجامعة بكين في غضون فترة قصيرة. في عام 1937، اندلعت حرب المقاومة الشعبية الصينية ضد العدوان الياباني على نطاق واسع؛ انتقلت جامعة بكين وجامعة تسينغهوا وجامعة نانكاي إلى تشانغشا وتم إنشاء جامعة تشانغشا الوطنية المؤقتة. عمل جيانغ منغلين كعضو في اللجنة الدائمة للجنة التحضيرية للجامعة. في عام 1938، انتقلت هذه الجامعة المؤقتة إلى كونمينغ؛ أنشأ جيانغ منغلين، مع مي ييتشي وتشانغ بولينغ وبعض العلماء الآخرين، اللجنة الدائمة مرة أخرى للتعامل مع شؤون المدرسة. في عام 1945، عمل في المجلس التنفيذي (القسم) كأمين عام؛ وبعد فترة وجيزة أصبح هو شي رئيسًا لجامعة بكين خلفًا لجيانغ منغلين. وفي وقت لاحق، خدم على التوالي كعضو في الحكومة الوطنية، وعضو ومدير للجنة المشتركة لإعادة إعمار الريف. وذهب إلى تايوان في عام 1950 للقيام بأعمال إعادة تأهيل الريف، وتحسين مستويات معيشة الفلاحين، وزيادة رفاهيتهم، والدعوة إلى "تعليم 4-H" (العقل والقلب واليدين والصحة)، وتعزيز سياسات تحديد النسل. خدم جيانغ في نفس الوقت كرئيس للجنة بناء خزان شيمن في تايوان في عام 1958، وفي نفس العام انتُخب كأول فائز بالجائزة الحكومية لجائزة رامون ماجسايساي التي نظمتها الحكومة الفلبينية.

## وفاته
في 19 يونيو 1964 توفي بسرطان الكبد في مستشفى تايبيه العام للمحاربين القدامى عن عمر يناهز 78 عامًا. تم دفن رفاته مع زوجته الثانية تاو زينجو في مقبرة
يانغ مينغشان .
| مناصب أكاديميَّة   | مناصب أكاديميَّة                 | مناصب أكاديميَّة |
| ---------------- | ------------------------------ | -------------- |
| سبقه كاي يوانبي  | رئيس جامعة بكين 1930 – 1945    | تبعه هو شيه    |
| سبقه هو تشوانجيو | رئيس جامعة تشجيانغ 1927 – 1930 | تبعه شاو بيزي  |